# Gersthofen
Gersthofen er en by i Landkreis Augsburg i Regierungsbezirk Schwaben i den tyske delstat Bayern, som grænser op til byen Augsburg.

## Bydele
Kommunen er dannet ved en frivillig sammenlægning af de tidligere kommuner Hirblingen (Januar 1975), Batzenhofen, Edenbergen og Rettenbergen (alle januar 1978) med Gersthofen.